# Bolváry Géza
Bolváry Géza (Géza von Bolváry, Géza Maria von Bolváry-Zahn, Budapest, 1897. december 26. – Rosenheim, Német Szövetségi Köztársaság, 1961. augusztus 10.) magyar filmrendező, forgatókönyvíró, színész.

## Életpályája
Az első világháború alatt tiszti tanfolyamot végzett, tényleges állományba lépett. 1918-ban újságíró, a Tanácsköztársaság alatt filmstatiszta, de csakhamar színészi feladatokat is bíztak rá. A Star Filmgyár dramaturgja, utóbb rendezője lett. Feleségével, Mattyasovszky Ilonával filmiskolát nyitott. Kiváló képességeire külföldön is felfigyeltek. 1924-ben Münchenben, 1928-ban Berlinben, majd egy évig Londonban forgatott filmeket. A hangosfilm megindulásával visszatért Berlinbe. Életének utolsó éveiben Münchenben élt, betegsége miatt abbahagyta a filmrendezést.

### Családja
- Apja Bolváry-Zahn Dénes 1858 [11] Pest Belváros

- Anyja Szabó Mária Anna 1862 december 8. Dozmat, Vas megye[12] (házasságuk 1887 Budapest)

- Felesége Mattyasovszky Ilona Mária (házasság 1922 február 5. Budapest)

## Filmjei

### Rendező
- A kétarcú asszony (1920)
- Tavaszi szerelem (1921)
- Egy fiúnak a fele (1924)
- A Noszty fiú esete Tóth Marival (1928)
- Zwei Herzen im Dreiviertel-Takt (Szívek szimfóniája) (1930)
- Die lustigen Weiber von Wien (Bécsi víg asszonyok) (1931)
- Der Raub der Mona Lisa (Mona Lisa elrablása) (1931)
- Ein Lied, ein Kuß, ein Mädel (Egy dal, egy csók, egy lány) (1932)
- Frühjahrsparade (Tavaszi parádé) (1934)
- Tiszavirág (1939)
- Opernball (Operabál) (1939)
- Ritorno – operafilm Beniamino Gigli szereplésével (1940)
- Traummusik – operafilm Beniamino Gigli szereplésével (1940)
- Die Fledermaus (A denevér) (1945)
- Ein Herz bleibt allein (Magányos szív) (1955)
- Ein Lied geht um die Welt (Egy dal száll a világ körül) (1958)

### Forgatókönyvíró
- A kétarcú asszony (1920)
- Tavaszi szerelem (1921)
- Egy fiúnak a fele (1924)
- Tiszavirág (1939)

### Színész
- Lengyelvér (1920)
- Jön a rozson át! (1920)
- Gyermekszív (1920)
- A tizennegyedik (1920)